# Castello di Masino
Il castello di Masino, a Caravino, fu per dieci secoli la residenza principale dei conti Valperga di Masino. Fino al Rinascimento venne difeso da alte mura e imponenti torri di guardia, poi abbattute per far posto a monumentali e splendidi giardini di fattezze romantiche e tipiche dell'Italia aristocratica.
L'intero edificio è letteralmente ricoperto da affreschi, mobili di raffinatissima fattura e sede d'un museo di carrozze settecentesche davvero straordinario.
Attualmente il castello è di proprietà del Fondo Ambiente Italiano ed è inserito nel circuito dei castelli del Canavese.

## Storia
Il castello fu costruito nel secolo XI per volere della famiglia Valperga, casato che si dichiarava discendente dal re Arduino d'Ivrea.
A causa della sua posizione strategica la fortezza fu subito teatro di numerose battaglie tra le varie famiglie nobili dell'epoca (Savoia, gli Acaia, i Visconti e gli stessi conti di Masino) che si contendevano la zona del Canavese.
Nel XVI secolo il Castello venne demolito e ricostruito completamente dai francesi, assumendo la funzione di dimora signorile. Nel XVIII secolo venne arricchita da decorazioni in gusto neoclassico. Alla morte dell'ultima abitatrice della residenza, nel 1988, Vittoria Leumann, moglie del conte Cesare Valperga, il figlio, Luigi Valperga di Masino, cedette l'edificio al FAI, che lo ha comprato grazie al contributo di FIAT, Cassa di Risparmio di Torino e Maglificio Calzificio Torinese.

## Descrizione
Il Castello di Masino si trova su una collina morenica al centro della piana di Ivrea, in Canavese, vicino alla Serra d'Ivrea ed è circondato da un immenso parco in cui è collocato un labirinto di siepi.
Nelle scuderie settecentesche è stato allestito il Museo delle carrozze, mentre all'interno sono state riportati alla bellezza di un tempo le sale monumentali riccamente arredate, tra cui spicca lo splendido Salone da ballo.

### Il parco e il labirinto
Il giardino del castello, gigantesco e lussureggiante, in tipico all'inglese e risalente all'Ottocento, circonda per intero la rocca, e si estende per diversi ettari di terreno, solcata da una strada che percorre per intero i suoi boschetti e che arriva fino alla vicina località di Strambino.

Nel parco, verso la fine del viale alberato che da una uscita laterale del castello porta ad uno spiazzo panoramico da cui ci si rende conto della rilevanza strategica del luogo, con una vista che arriva fino all’imbocco della Valle d’Aosta, si trova il secondo labirinto botanico più grande d'Italia (il più grande è il Labirinto della Masone).
 Il percorso è costruito con alte siepi di carpini ed è stato ripiantato grazie al disegno settecentesco ritrovato negli archivi.

### Il salone dei Savoia
Dopo tre anni di restauri conclusi in aprile 2022 è stato riportato in luce, in quella che era una quadreria ottocentesca, un salone di rappresentanza decorato da un ciclo di affreschi di fine Seicento, perfettamente conservato e finora nascosto da stratti di pittura. Gli affreschi mostrano architetture a trompe l’œil che inquadrano vedute paesaggistiche di 22 città del Piemonte e della Savoia, un fregio con 147 stemmi nobiliari e, sul camino, un albero genealogico alto tre metri.

### La biblioteca e la galleria dei poeti
All’abate Tommaso Valperga di Caluso si deve la costituzione della ricca biblioteca e la galleria dei poeti, completata nel 1814, uno spazio nel quale Tommaso ha fatto decorare a tempera sulle pareti una sorta di pantheon personale di poeti e scrittori ritratti cronologicamente da Dante ad Alfieri, amico dell'abate. Nelle due pareti di ingresso sono presenti due letterate, Vittoria Colonna e Maria Maddalena Morelli, e due scienziati che sono stati anche letterati, Bernardino Baldi e Francesco Redi. Sono esposti anche i ritratti della contessa d'Albany, la compagna di Alfiere salottiera. Sotto ogni ritratto è dipinta una scritta con alcuni versi di Tommaso Valperga elogiativi del poeta.

### L'appartamento di Madama Reale
L'appartamento, così chiamato per la lunga permanenza di Giovanna Battista di Savoia Nemours, fu fatto costruire attorno al 1670 dal Conte Carlo Francesco I di Masino appunto per la reggente di casa Savoia, seguendo il modello del Castello Ducale di Agliè e di Castello Reale di Racconigi.
La stanza da letto è ricca di preziose quanto fragili sete e di un raffinatissimo letto a baldacchino.

### Accesso secondario
L'accesso al castello era possibile anche dal lato opposto all'ingresso principale, attraverso un viale secondario sterrato, il cui accesso è situato sul lato nord della collina in località Gravellino, nei pressi del naviglio di Ivrea. L'accesso al viale, protetto da un possente cancello in ferro, è stato presieduto fino agli anni '70 da nuclei famigliari affittuari, aventi funzione di guardiani, ospiti della casa attigua denominata "Casa Svizzera", un edificio con tetto in pietra a due piani più solaio, oggi sotto tutela delle Belle Arti.

### Torre dei venti
Al lato del grande cortile interno terrazzato che costituisce lo spazio interno della dimora, isolata in un angolo a nord ovest, si trova la torre dei venti, di forma esagonale. Il suo tetto è di coppi rossi, gialli e verdi con in cima una piccola bandiera di metallo segnaventi. All’interno, sul soffitto è dipinta una dettagliatissima rosa dei venti, creata dal soffio di moltissime faccine di bambini; sulle pareti vi sono alcuni quadri molto mediocri raffiguranti le maschere della commedia dell’arte.

## Galleria d'immagini

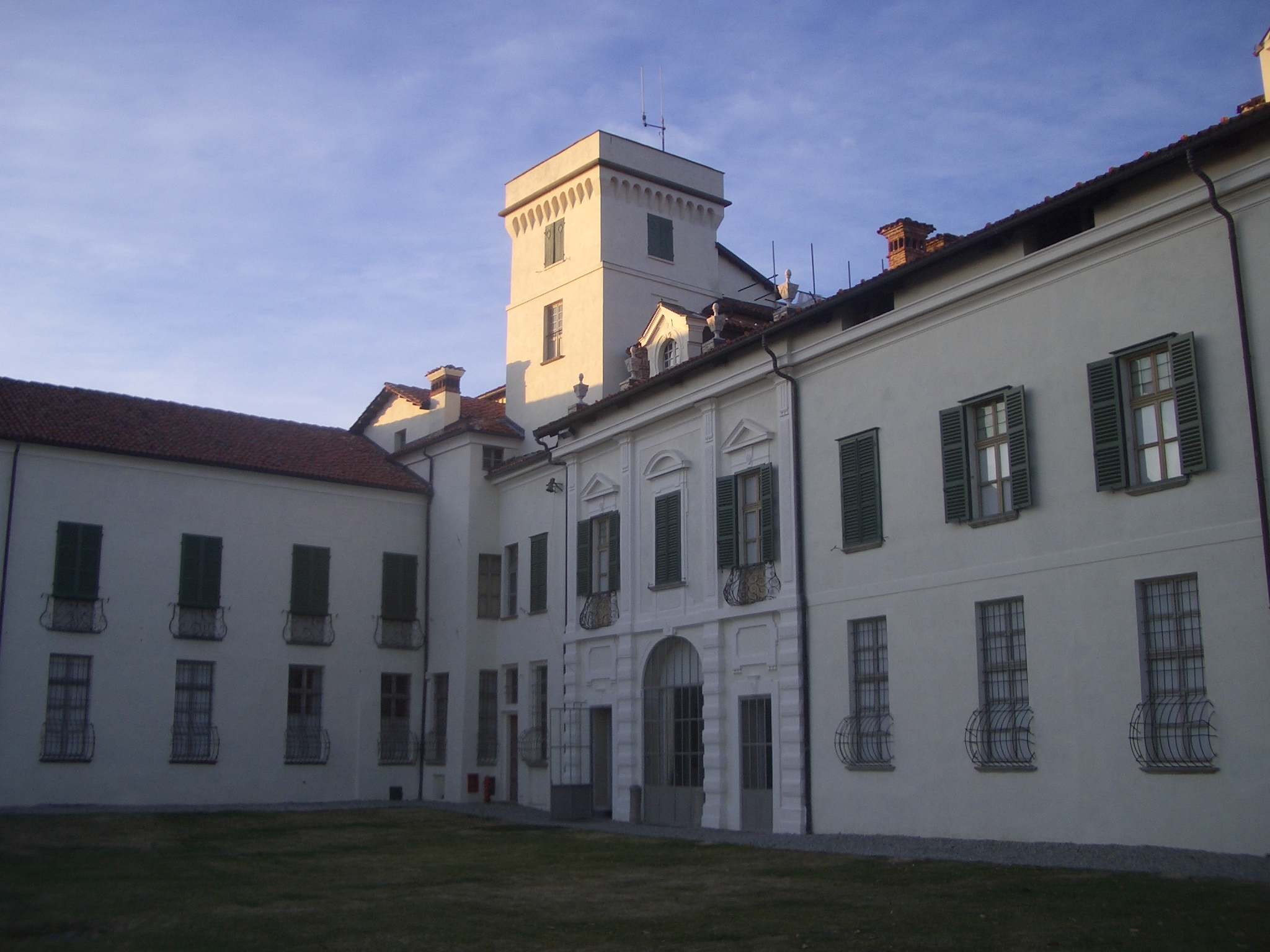
Castello di Masino
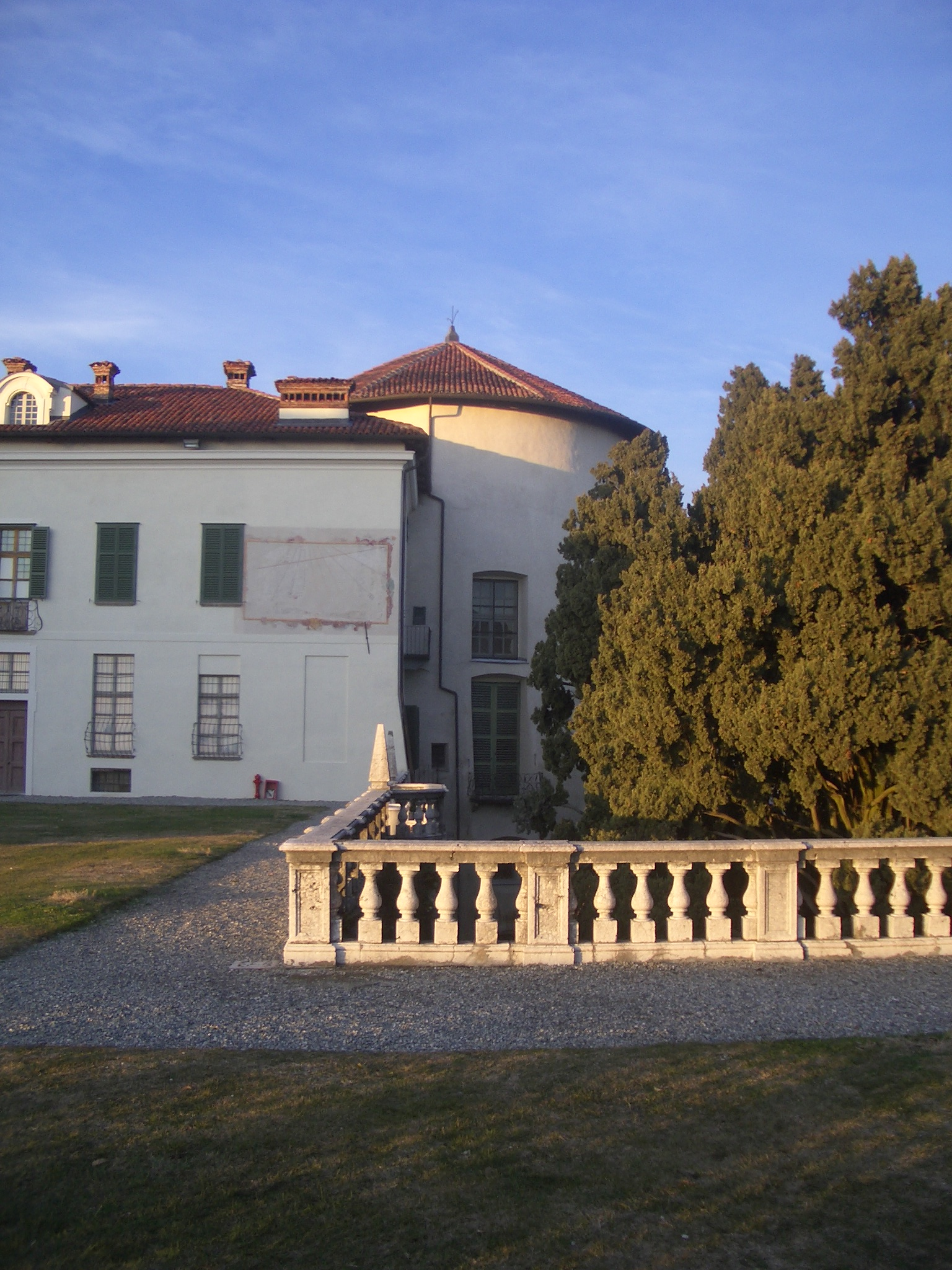
Cortile interno terrazzato
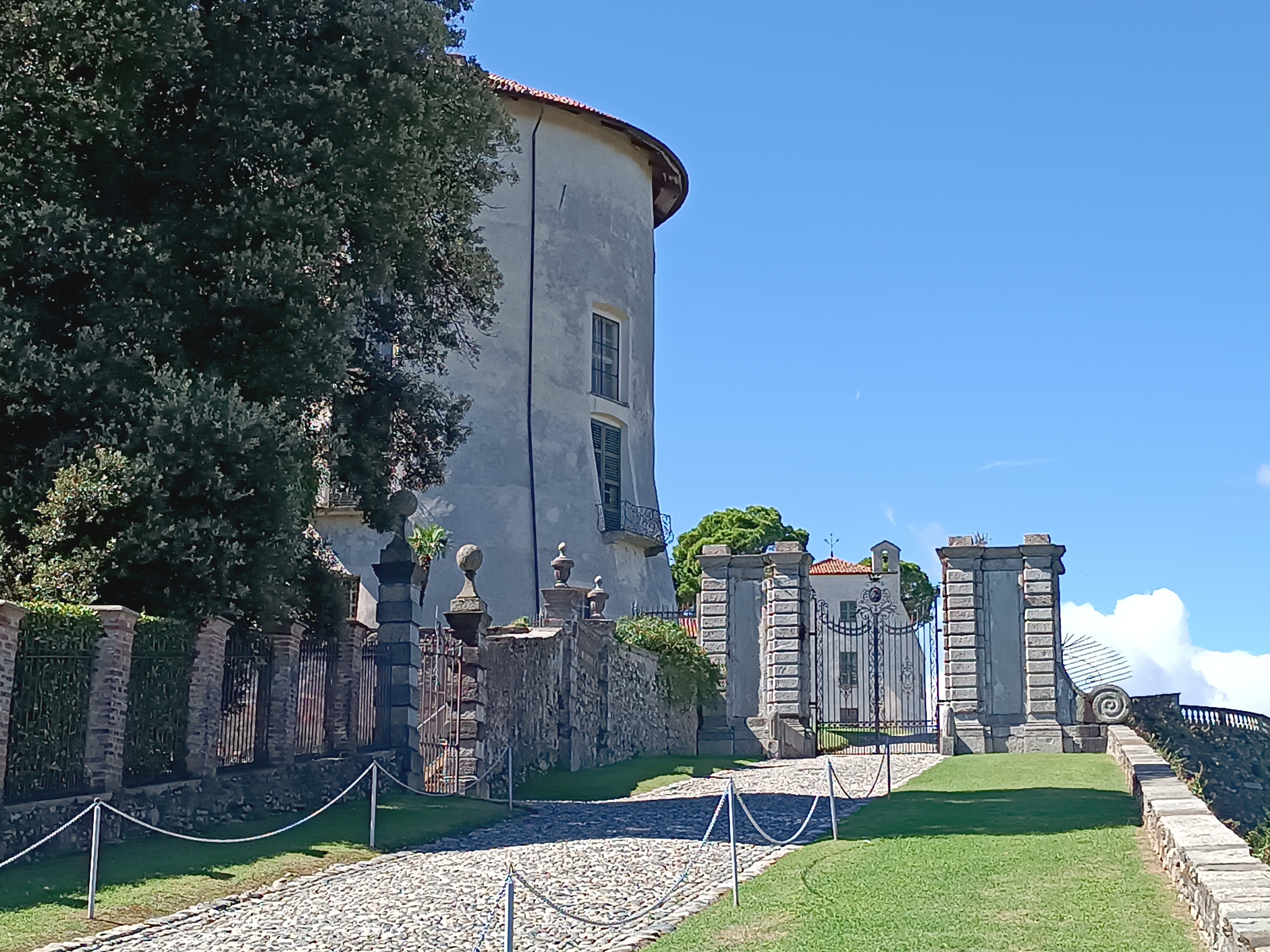
Entrata al Castello
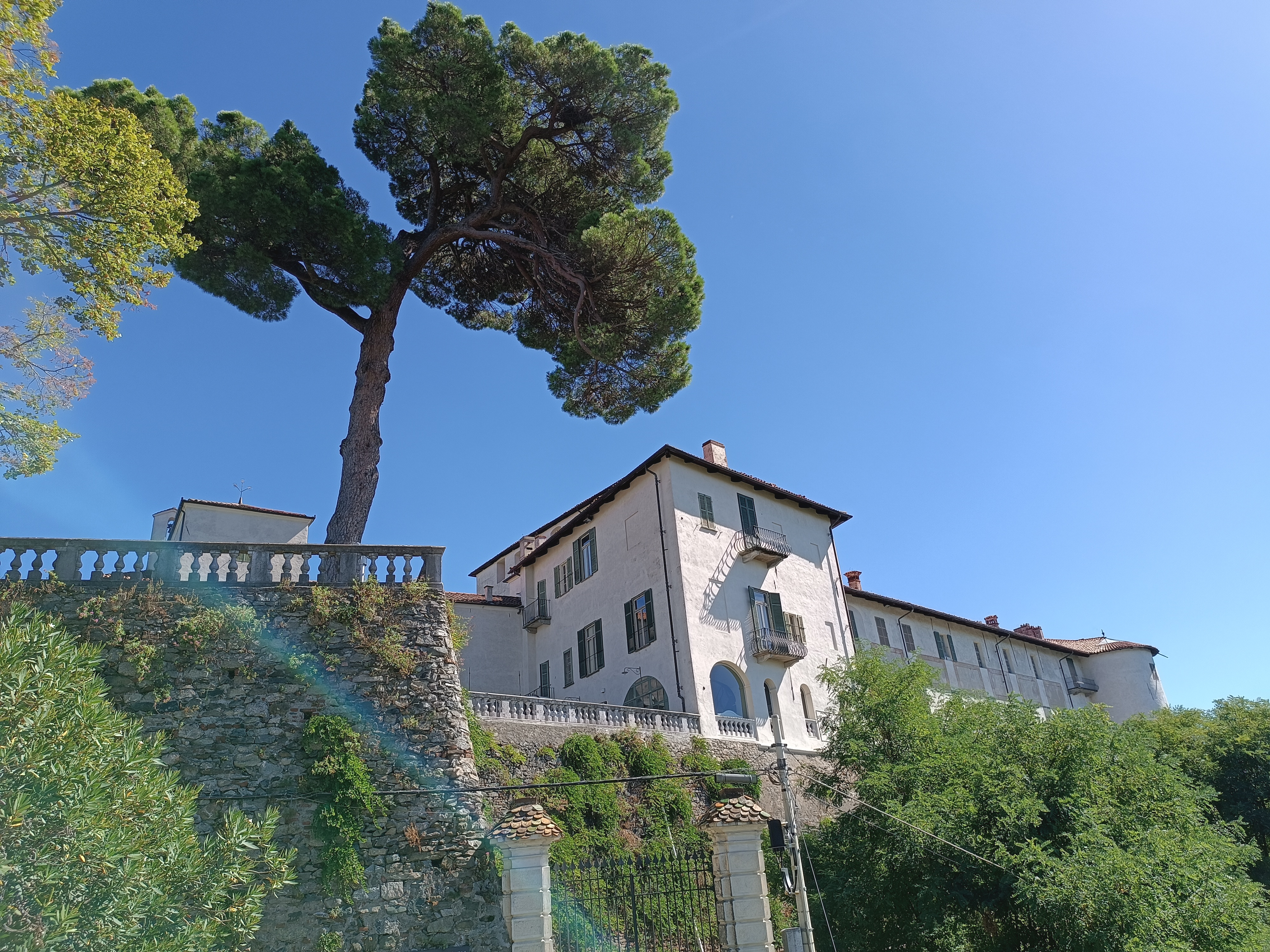
Veduta dal lato nord del Castello